# Liosceles
Liosceles is een geslacht van zangvogels uit de familie tapaculo's (Rhinocryptidae).

## Soorten
Het geslacht kent de volgende soort:
- Liosceles thoracicus – Roestbuiktapaculo